# Глазрова, Мария
Мария Глазрова (чеш. Marie Glázrová; 11 июля 1911, Горни-Суха, Австро-Венгрия, (ныне район Карвина, Моравскосилезского края Чешской Республики) — 19 февраля 2000, Прага, Чехия) — чешская артистка театра и кино. Лауреат Государственной премии (1942). Заслуженная артистка Чехословакии (1963).

## Биография

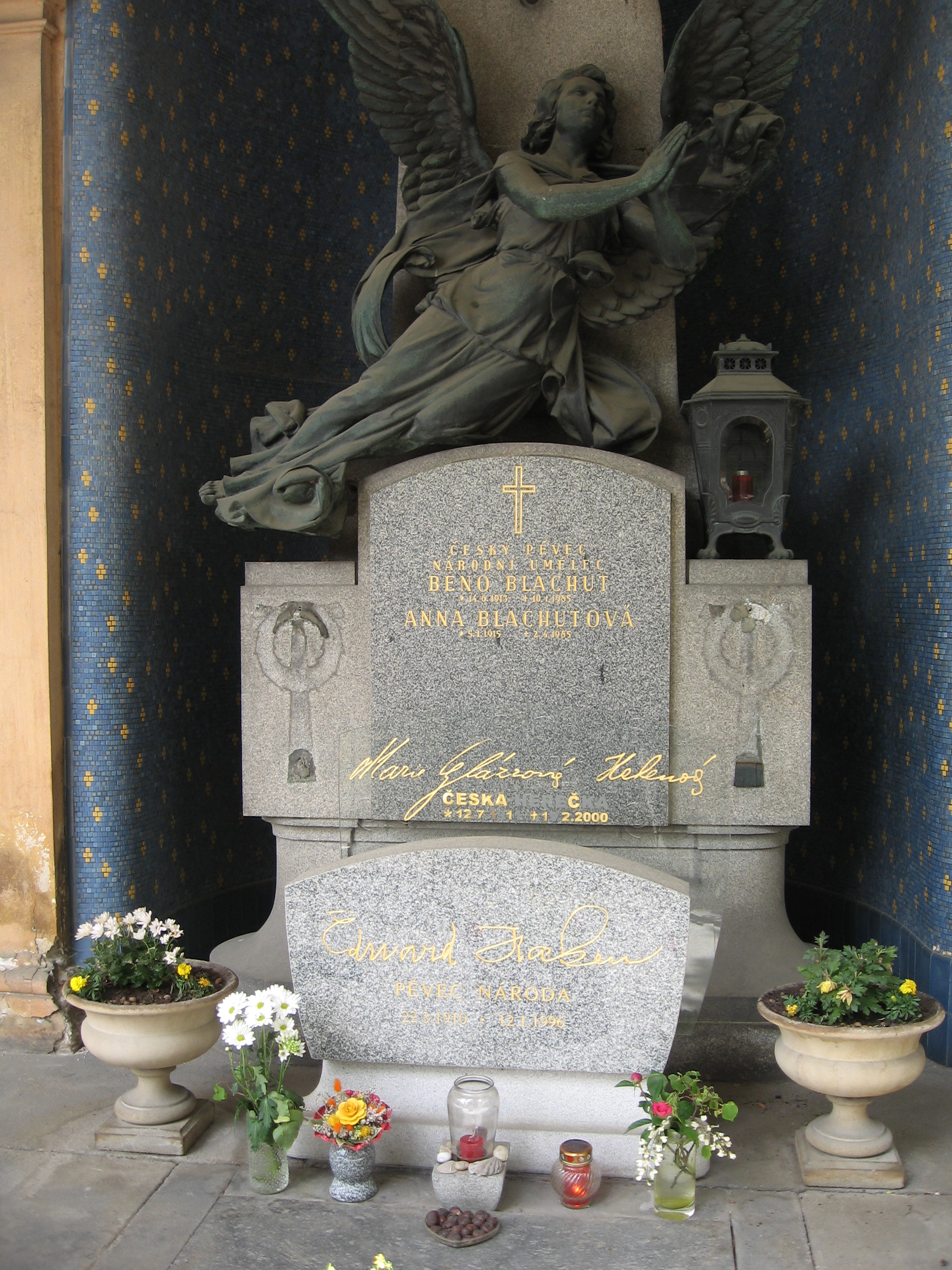
Надгробие на могиле Эдуарда Хакена, Марии Глазровой и Бено Блахута на Вышеградском кладбище

Родилась в семье сельского врача, поклонника искусства, актёра-любителя. Брала уроки актёрского мастерства, затем училась на драматических курсах Пражской консерватории. После окончания учёбы в 1931 году принята в труппу театра в Пльзени. С 1932 по 1937 год выступала в сцене Театра на Виноградах.
С 1 августа 1939 года по 31 декабря 1987 года — солистка Национального театра в Праге.
Играла в кино с 1934 по 1986 год, снялась в более 40 фильмах. Выступала на радио. В начале карьеры снималась под фамилией Глазерова.
Муж — Эдуард Хакен, оперный певец (бас). Лауреат Государственной премии (1953). Народный артист Чехословакии (1964).
Похоронена на Вышеградском кладбище Праги.

## Награды
- 1942 — Государственная премия
- 1963 — Заслуженная артистка Чехословакии
- 1958 — Медаль «За доблестный труд»
- 1960 — Заслуженный работник Национального театра в Праге

## Избранная фильмография
- 1935 — Мариса /Maryša
- 1937 — Девственность / Panenství
- 1939 — Сердце в целлофане / Srdce v celofánu — Марта
- 1940 — Бабушка
- 1941 — Ночной мотылёк / Noční motýl — Хелена Варгова, актриса, жена Варги
- 1941 — Турбина / Turbina — Жофка Печуликова, любовница Фабиана
- 1943 — Танцовщица / Tanečnice — Кло Сатранова
- 1946 — Лавина / Lavina
- 1955 — Жил-был король / Byl jednou jeden král
- 1960 — Высший принцип / Vyšší princip
- 1968 — Вешние воды / Jarní vody — Леонора
- 1979 — Лучшая женщина в моей жизни / Nejlepší žena mého života